# 芦屋市立西山幼稚園

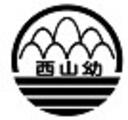
芦屋市立西山幼稚園のマーク

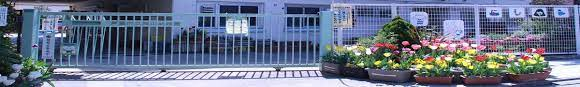
芦屋市立西山幼稚園の正門

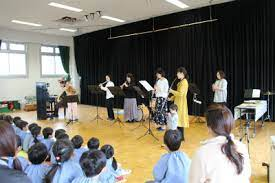
芦屋市立西山幼稚園のホール

芦屋市西山幼稚園（あしやしにしやまようちえん）は、 兵庫県芦屋市西山町22-15にある公立の幼稚園で、生徒数は55人である。(令和4年度時点)

## 説明
教育目標は、「明るく元気に遊ぶ子どもの育成、豊かに感じる子どもの育成、自分で考え行動する子どもの育成、粘り強く取り組む子どもの育成、友だちと育ち合い、学び合う子どもの育成」である。

## クラス構成
年少は、30人以下なら「いちご組」の1クラス、
31人以上なら「ばら組」、「ゆり組」の2クラス、
年長は、30人以下なら「すみれ組」の1クラス、
31人以上なら「もも組」、「さくら組」の2クラスでそれぞれ構成されている。
|           | 年少クラス名   | 年長クラス名     |
| --------- | -------------- | ---------------- |
| 令和2年度 | いちご組       | すみれ組         |
| 令和3年度 | ばら組、ゆり組 | すみれ組         |
| 令和4年度 | いちご組       | さくら組、もも組 |